# Дзюб Іван Петрович
Іван Петро́вич Дзюб (нар. 16 березня 1934, село Сопошин, тепер Жовківського району Львівської області) — український фізик-теоретик, перекладач, дипломат. Доктор фізико-математичних наук (1978). Член Національної спілки письменників України.

## Наукова кар'єра та інша офіційна діяльність
Закінчив фізичний факультет Львівського університету (1956) та аспірантуру в Москві. 29 грудня 1962 року захистив дисертацію на здобуття вченого ступеня кандидата фізико-математичних наук на тему «Резонансне випромінювання, поглинання та розсіяння γ-квантів ядрами кристалів». Був науковим співпрацівником Інституту фізики АН УРСР (1960—1966) та Інституту теоретичної фізики АН України (1966—1992). Автор наукових досліджень у галузі фізики напівпровідників та фізики твердого тіла. До кола його наукових зацікавлень входять теорія ефекту Мессбауера на домішкових ядрах; поглинання світла домішковими атомами та екситонами; розсіяння повільних нейтронів у газах, рідинах та неідеальних кристалах; дослідження спінових хвиль в ідеальних та змішаних магнітних кристалах; магнітні солітони; магнітний механізм високотемпературної надпровідності. Широко застосовує у своїх працях формалізм функції Гріна.
Незважаючи на активну наукову, а також перекладацьку (див. нижче) діяльність, був «невиїзним» через те, що 1967 року підписав листа до ЦК КПРС із протестом проти репресій дисидентів, і протягом двадцяти років не міг брати участі в наукових конференціях, що проходили в «капіталістичних» країнах (але виїжджав до Польщі та Чехословаччини).
Захистив докторську дисертацію на тему «Динаміка невпорядкованих кристалів та непружне розсіяння повільних нейтронів».
В 1992—1996 був першим головою Вищої атестаційної комісії України.
Працював радником з науки та освіти в Посольстві України в Японії (2001—2003).

## Перекладацька діяльність
Ще студентом захопився вивченням різних мов, почавши з англійської (у школі вивчав німецьку). Самотужки опанував низку романських та германських мов, гінді, бенґалі, а пізніше японську. Цікавився також урду, арабською. Іван Петрович опановував мови надзвичайно легко й 1965 року поділився своїм досвідом із читачами молодіжного журналу «Зміна».
1965 року опублікував у журналі «Всесвіт» ґрунтовну рецензію на переклад «Декамерона» Джованні Боккаччо, здійснений Миколою Лукашем. Для цієї рецензії детально проаналізував оригінал у порівнянні з перекладом. Публікації рецензії передував виступ Івана Дзюба на обговоренні Лукашевого переклада в Спілці письменників України.

Дитячі книжки, перекладені та переказані Іваном Дзюбом

У художньому перекладі дебютував повістями кубинської письменниці Флори Басульто «Дівчинка під трьома прапорами» (1965, видавництво «Веселка») та італійського письменника Джанні Родарі «Хай живе Сапонія!» (останню надруковано за допомогою Анатоля Перепаді в дитячому журналі «Піонерія», 1966, № 11, 12; 1967, № 1). Пізніше переклав з італійської ще казкову повість «Планета Новорічних Ялинок» і цикл «Казки по телефону» Джанні Родарі, твори Еліо Вітторіні («Гарібальдійку» вперше було опубліковано у «Всесвіті», № 11 за 1968, а згодом надруковано разом з іншими творами у четвертому випуску серії «Зарубіжна новела»).
1967 року він опублікував у «Всесвіті» (№ 8) переклад оповідання Ое Кендзабуро «Звір». Це був один з перших в Радянському Союзі перекладів майбутнього нобелівського лауреата.
Після цього починається довгий період перекладів з японської: оповідання Акутаґави Рюноске (21 березня 1969 «Мандарини» у «Літературній Україні», потім три твори у «Всесвіті», № 7 за 1970 рік та окремим виданням у той-таки серії «Зарубіжна новела», а в 2000-і роки — ще дві збірки у львівському видавництві «Піраміда»); романи Абе Кобо «Спалена карта» (1969), «Людина-коробка» («Всесвіт», 1975, № 6), «Жінка в пісках» (1988), «Чуже обличчя» (1988) і його ж оповідання «Прірва часу» («Всесвіт», 1980, № 6); роман Нацуме Сосекі «Ваш покірний слуга кіт» (1973, в серії «Зарубіжна сатира та гумор»); збірка повістей та оповідань Кавабати Ясунарі «Країна снігу» (1976; «Танцівниця з Ідзу» та «Подяка» попередньо друкувалися у «Всесвіті», 1971, № 8) і його ж романи «Стугін гори», «Давня столиця» й «Танцівниці» (2007); дитяча книжка (цикл оповідань) Саотоме Кацумото «Клятва»; роман Кіта Моріо «Родина Ніре», роман Фукунаґи Такехіко «Острів смерті» («Всесвіт», 1983, № 11, 12); збірка японських народних казок (1986); романи Муракамі Харукі «Погоня за вівцею» (2004), «Танцюй, танцюй, танцюй» (2006), «Хроніка заводного птаха» (2009), «1Q84» (2009)(том 1), «1Q84» (2010)(том 2), «1Q84» (2011)(том 3), роман Хісакі Мацуури «Півострів» (2009), твір Мурасакі Шікібу «Повість про Ґенджі» в трьох книгах (2018, 2020, 2022), романи Нацуме Сосекі «Потім» (Фоліо, 2024) та
«Сансіро» (Фоліо, 2025).
В 1990—1992 викладав японську мову в Київському університеті.
В другій половині 1990-х років інтенсивно займався перекладом економічної літератури з англійської мови. Переклав п'ять монографій, зокрема «Аналіз державної політики» Леслі А. Пала та майже сімсотсторінкову «Економічну теорію в ретроспективі» М. Блауґа.

## Нагороди
Лауреат Державної премії УРСР у галузі науки і техніки за цикл праць «Передбачення, виявлення і дослідження нового типу елементарних збуджень у кристалах з домішками» (1990, у співавторстві з іншими співробітниками Інститут теоретичної фізики, Інституту металофізики, Фізико-технічного інституту низьких температур та Інституту загальної фізики).
Лауреат премії ім. Максима Рильського (2005) за переклади з японської творів Кавабати Ясунарі, Ое Кендзабуро, Абе Кобо, Нацуме Сосекі, Акутаґави Рюноске, Фукунаґи Такехіко, Саотоме Кацумото та інших.
2006 року нагороджений орденом Вранішнього Сонця — за популяризацію японської культури в Україні.

## Оригінальні публікації
- Р. П. Гайда, І. П. Дзюб. Ренормалізація скалярної електродинаміки // Фізичний збірник (Львівський державний університет ім. І. Франка), 1959, вип. 2, с. 71–79.
- И. П. Дзюб. О применении метода функций Грина в теории твердого тела // Доклады Академии наук СССР, 1960, т. 130, № 6, с. 1241–1243 (англійський переклад: I. P. Dzyub. An Application of the Method of Green's Functions in Solid-State Theory // Soviet Physics Doklady, 1960, vol. 5, p. 125–?).
- И. П. Дзюб. К теории экситонных состояний в полупроводниках // Журнал экспериментальной и теоретической физики, 1960, т. 39, вып. 3, с. 610–615.
- И. П. Дзюб, А. Ф. Лубченко. К теории эффекта Моссбауэра // Доклады Академии наук СССР, 1961, т. 136, № 1, с. 66–69 (англійський переклад: I. P. Dzyub, A. F. Lubchenko. On the Theory of the Mössbauer Effect // Soviet Physics Doklady, 1961, vol. 6, p. 33–?).
- И. П. Дзюб, А. Ф. Лубченко. Излучение, поглощение и реабсорбция γ-квантов примесными ядрами, находящимися в твердом растворе // Известия Академии наук СССР, серия физическая, 1961, т. 25, № 7, с. 893–900.
- И. П. Дзюб, А. Ф. Лубченко. Резонансное рассеяние γ-квантов ядрами, находящимися в твердом теле // Известия Академии наук СССР, серия физическая, 1961, т. 25, № 7, с. 901–908.
- И. П. Дзюб, А. Ф. Лубченко. Рассеяние γ-квантов ядрами твердого тела // Физика твердого тела, 1961, т. 3, вып. 8, с. 2275–2284.
- И. П. Дзюб, А. Ф. Лубченко. Резонансное рассеяние света примесными центрами твердого тела // Физика твердого тела, 1961, т. 3, вып. 12, с. 3602–3613.
- И. П. Дзюб, А. Ф. Лубченко. Влияние вынужденных колебаний кристалла на спектр рассеянных γ-квантов // Доклады Академии наук СССР, 1962, т. 145, № 1, с. 73–75 (англійський переклад: I. P. Dzyub, A. F. Lubchenko. Effect of Forced Oscillation of a Crystal on the Spectrum of Scattered γ Quanta // Soviet Physics Doklady, 1963, vol. 7, p. 625–?).
- І. П. Дзюб, А. Ф. Лубченко, Цінь Юнь-вень. Резонансне розсіяння γ-квантів домішковими ядрами, що знаходяться в твердому тілі // Український фізичний журнал, 1962, т. 7, № 5, с. 457–469.
- И. П. Дзюб, А. Ф. Лубченко. Излучение и рассеяние γ-квантов ядрами твердого тела при наличии зависящего от времени внешнего возмущения // Физика твердого тела, 1962, т. 4, вып. 8, с. 2081–2089.
- И. П. Дзюб, А. Ф. Лубченко. Эффект Мессбауэра на примесных ядрах при низких температурах // Доклады Академии наук СССР, 1962, т. 147, № 3, с. 584–587 (англійський переклад: I. P. Dzyub, A. F. Lubchenko. The Mössbauer Effect in Impurity Nuclei at Low Temperatures // Soviet Physics Doklady, 1963, vol. 7, p. 1027–?).
- И. П. Дзюб. Резонансное излучение, поглощение и рассеяние γ-квантов ядрами кристаллов. Автореферат на соискание ученой степени кандидата физико-математических наук. Киев: Объединенный ученый совет институтов физики, полупроводников и металлофизики АН УССР, 1962, 9 с. [включая третью страницу обложки].
- И. П. Дзюб. Правила сумм в теории экситонного поглощения света // Физика твердого тела, 1963, т. 5, вып. 6, с. 1577–1585.
- И. П. Дзюб, А. Ф. Лубченко. Метод температурных функций Грина в теории эффекта Моссбауэра на примесных ядрах // Журнал экспериментальной и теоретической физики, 1963, т. 44, вып. 5, с. 1518–1524.
- В. П. Вертебний, І. П. Дзюб, О. Н. Майстренко, М. В. Пасічник. Вплив ближнього порядку в рідинах на повні перерізи взаємодії холодних нейтронів // Український фізичний журнал, 1964, т. 9, № 6, с. 684–686.
- И. П. Дзюб. Неупругое некогерентное рассеяние медленных нейтронов неупорядоченными твердыми растворами // Физика твердого тела, 1964, т. 6, вып. 6, с. 1866–1882.
- И. П. Дзюб. Резонансное рассеяние фононов примесными атомами и однофононное когерентное рассеяние медленных нейтронов // Физика твердого тела, 1964, т. 6, вып. 12, с. 3691–3699.
- И. П. Дзюб. О роли вращательных состояний при рассеянии медленных нейтронов молекулами газа // Журнал экспериментальной и теоретической физики, 1965, т. 49, вып. 2, с. 493–499 (англійський переклад: I. P. Dzyub. The role of rotational states in the scattering of slow neutrons by gas molecules // Soviet Physics JETP, 1966, vol. 22, p. 347–351).
- И. П. Дзюб. К теории эффекта Мессбауэра в неидеальных кристаллах // Физика твердого тела, 1965, т. 7, вып. 2, с. 372–378.
- В. П. Вертебный, И. П. Дзюб, А. Н. Майстренко, М. В. Пасечник. Когерентные эффекты при взаимодействии медленных нейтронов с жидкостями // Атомная энергия, 1965, т. 18, вып. 5, с. 452–455 (англійський переклад:V. P. Vertebnii, I. P. Dzyub, A. N. Maistrenko, M. V. Pasechnik. Coherent effects in the interaction of slow neutrons with liquids // Journal of Nuclear Energy. Parts A/B. Reactor Science and Technology, 1966, vol. 20, issue 6, p. 479–484).
- Іван Дзюб. Хочете вивчати мови? // Зміна, 1965, № 5, с. 14–15.
- Іван Дзюб. Взірець перекладацької майстерності [рецензія на: Джованні Боккаччо. Декамерон. Переклад з італійської Миколи Лукаша. Київ: Дніпро, 1964] // Всесвіт, 1965, № 6, с. 139–140.
- І. П. Дзюб. До теорії поглинання інфрачервоних променів неідеальними іонними кристалами // Український фізичний журнал, 1966, т. 11, № 7, с. 752–758.
- I. P. Dzyub. Inelastic Scattering of Slow Neutrons in Imperfect Ferromagnetic Crystals. Kiev: Institute for theoretical physics, 1967, 36 p. (preprint ITP-67-45).
- І. П. Дзюб. Непружне розсіяння повільних нейтронів неідеальними феромагнетиками // Український фізичний журнал, 1967, т. 12, № 5, с. 707–714 (російська версія: И. П. Дзюб. Неупругое рассеяние медленных нейтронов неидеальными ферромагнетиками // Украинский физический журнал, 1967, т. 12, № 5, с. 705–715).
- І. П. Дзюб. Температурна залежність непружного розсіяння повільних нейтронів неідеальними феромагнетиками // Український фізичний журнал, 1968, т. 13, № 10, с. 1677–1687 (російська версія: И. П. Дзюб. Температурная зависимость неупругого рассеяния медленных нейтронов неидеальными ферромагнетиками // Украинский физический журнал, 1968, т. 13, № 10, с. 1682–1692).
- И. П. Дзюб, В. З. Кочмарский. Неупругое рассеяние медленных нейтронов примесными кристаллами. 1. Когерентные эффекты на локальных колебаниях атомов замещения. Киев: Институт теоретической физики АН УССР, 1971, 28 с. (препринт ИТФ-71-43Р).
- I. P. Dzyub, V. Z. Kochmarsky. Inelastic Coherent Scattering of Slow Neutrons by the Localized Vibrations of Interstitial Atoms and the Determination of Force-constant Change Due to Impurity. Kiev: Institute for theoretical physics, 1971, 28 p. (preprint ITP-71-72E).
- І. П. Дзюб, В. З. Кочмарский. До теорії непружного розсіювання повільних нейтронів домішковими кристалами // Український фізичний журнал, 1971, т. 16, № 12, с. 1985–1996 (російська версія: И. П. Дзюб, В. З. Кочмарский. К теории неупругого рассеяния медленных нейтронов примесными кристаллами. 1. Когерентные эффекты на локальных атомах замещения // Украинский физический журнал, 1971, т. 16, № 12, с. 1985–1996).
- И. П. Дзюб, В. З. Кочмарский. Неупругое рассеяние медленных нейтронов на локальных колебаниях атомов внедрения // Физика твердого тела, 1972, т. 14, вып. 1, с. 3–12.
- И. П. Дзюб, В. З. Кочмарский. Особенности дисперсии фононов в кристаллах с примесями замещения. Киев: Институт теоретической физики АН УССР, 1972, 88 с. (препринт ИТФ-72-88Р).
- И. П. Дзюб, В. З. Кочмарский. Неупругое рассеяние медленных нейтронов примесными кристаллами. 2. Особенности сечения рассеяния в области резонансных частот атомов замещения. Киев: Институт теоретической физики АН УССР, 1972, 40 с. (препринт ИТФ-72-92Р).
- И. П. Дзюб, К. П. Шамрай. Намагниченность ферромагнетика с примесью в одномерной модели Изинга. Киев: Институт теоретической физики АН УССР, 1972, 16 с. (препринт ИТФ-72-126Р).
- I. P. Dzyub. Cluster Theory of Spin Excitations in a Dilute Antiferromagnet. Application to Mn1–cZncF2 System. Kiev: Institute for theoretical physics, 1973, 28 p. (preprint ITP-73-105E).
- I. P. Dzyub. Cluster Theory of a Dilute Antiferromagnet. Application to the Mn1–cZncF2 System // physica status solidi (b), 1974, vol. 61, issue 2, p. 383–392.
- I. P. Dzyub. Cluster Theory of Spin Excitations of Mixed Antiferromagnets. Application to MncCo1–cF2 and KMncCo1–cF3. Kiev: Institute for theoretical physics, 1974, 24 p. (preprint ITP-74-49E).
- I. P. Dzyub. Cluster Theory of Spin Excitations of Mixed Antiferromagnets. Application to MncCo1–cF2 and KMncCo1–cF3 // physica status solidi (b), 1974, vol. 66 issue 1, p. 339–347.
- I. P. Dzyub, V. A. Nikolayev. A New Approach to the Theory of Spin Waves in the Isotropic Heisenberg Ferromagnet at Low Temperatures. Kiev: Institute for theoretical physics, 1976, 20 p. (preprint ITP-76-102-E).
- И. П. Дзюб, А. М. Коростиль. Элементарные возбуждения в системах с квадрупольным взаимодействием. Киев: Институт металлофизики АН УССР, 1977, 20 с. (препринт Института металлофизики 77.8).
- И. П. Дзюб, В. А. Николаев. Метод вариационных производных в теории спиновых волн при низких температурах // Теоретическая и математическая физика, 1977, т. 32, № 2, с. 237–246 (англійський переклад: I. P. Dzyub, V. A. Nikolaev. Method of Variational Derivatives in the Theory of Spin Waves at Low Temperatures // Theoretical and Mathematical Physics, vol. 32, issue 2, p. 713–720).
- Дзюб Иван Петрович. Динамика неупорядоченных кристаллов и неупругое рассеяние медленных нейтронов. Автореферат на соискание ученой степени доктора физико-математических наук. Киев: Институт теоретической физики АН УССР, 1977, 44 с.
- И. П. Дзюб, В. З. Кочмарский. Особенности когерентного рассеяния медленных нейтронов кристаллами с примесями замещения и правила отбора для массового оператора фононов // Физика твердого тела, 1978, т. 20, № 5, с. 1354–1359.
- И. П. Дзюб, С. И. Дудкин. Солитонные возбуждения в цепочке взаимодействующих двухуровневых молекул. Киев: Институт теоретической физики АН УССР, 1981, 8 с. (препринт ИТФ-81-14Р).
- I. P. Dzyub, Yu. E. Zerov. Structure factor of two-parametric solitons of one-dimensional easy-plane ferromagnet in the magnetic field directed along the chain axis. Kiev: Institute for theoretical physics, 1982, 20 p. (preprint ITP-82-135E).
- I. P. Dzyub, Yu. E. Zerov. Solitons and two-magnon bound states in ferromagnetic chains with planar anisotropy: Dynamic form factors. Kiev: Institute for theoretical physics, 1983, 24 p. (preprint ITP-83-51E).
- И. П. Дзюб, Ю. Э. Зеров. Структурный фактор двухпараметрических солитонов анизотропной одномерной спиновой цепочки в магнитном поле // Физика низких температур, 1983, т. 9, № 6, с. 608–614.
- I. P. Dzyub, Yu. E. Zerov. Solitons and two-magnon bound states in the anisotropic Heisenberg chain: Dynamic form factor // Physics Letters A, 1983, vol. 99, issue 6–7, p. 350–352.
- И. П. Дзюб, Ю. Э. Зеров. Метод вариационных производных в теории спиновых волн при низких температурах // Физика многочастичных систем // 1984, вып. 6, с. 12–22.
- И. П. Дзюб, Ю. Э. Зеров. Динамические солитоны одномерного ферромагнетика CsNiF3 в магнитном поле // Проблемы нелинейных и турбулентных процессов в физике. Киев: Наукова думка, 1985, ч. 1, с. 179–180.
- I. P. Dzyub, Yu. E. Zerov. Dynamical Solitons of the One-Dimensional Ferromagnet CsNiF3 in the Longitudinal Magnetic Field // Nonlinear and Turbulent Processes in Physics. Chur; New York: Harwood Academic Publishers, 1984, vol. 2, p. 753.
- И. П. Дзюб. Учет сокращения спина в нелинейной динамике легкоплоскостного ферромагнетика // Современные проблемы теории магнетизма. Сборник научных трудов. Киев: Наукова думка, 1986, с. 130–138.
- I. P. Dzyub, Yu. E. Zerov. Dynamic Structure Factor of Slowly Moving Soliton in the Thermal Bath. Kiev: Institute for theoretical physics, 1988, 21 p. (including inside back cover) (preprint ITP-88-54E).
- I. P. Dzyub, Yu. E. Zerov. Dynamic Structure Factor of a Slowly Moving Soliton in a Thermal Bath // physica status solidi (b), 1989, vol. 151, issue 1, p. 61–70.
- I. P. Dzyub, Yu. E. Zerov. Non-adiabatic Effects in the Electron and Phonon Spectra of a Peierls Insulator. Kiev: Institute for theoretical physics, 1990, 13 p. (including inside back cover) (preprint ITP-89-65E).
- I. P. Dzyub, Yu. E. Zerov. Non-adiabatic effects in the electron and phonon spectra of a Peierls insulator // Physics Letters A, 1990, vol. 148, issue 3–4, p. 207–212.
- I. P. Dzyub, Yu. E. Zerov. On the Spin Wave Self-Energy in the Hubbard Model. Kiev: Institute for theoretical physics, 1991, 9 p. (including inside back cover) (preprint ITP-91-51E).
- I. P. Dzyub, Yu. E. Zerov. Influence of the Spin Fluctuations on the Electron Spectrum in the Hubbard Model. Kiev: Institute for theoretical physics, 1991, 12 p. (preprint ITP-91-75E).
- И. П. Дзюб. Кавабата: краса і смуток // Всесвіт, 1992, № 1/2, с. 117–119.
- I. P. Dzyub, Yu. E. Zerov. On the magnon-induced Cooper pairing in doped quantum antiferromagnets // Physics Letters A, 1993, vol. 176, issue 3/4, p. 270–274.
- Іван Дзюб. Неповторність генія [спогади про Миколу Лукаша] // Всесвіт, 2008, № 7/8, с. 201–202.